# Senato del Vermont
Il Senato del Vermont è la camera alta dell’Assemblea generale del Vermont. Essa si riunisce, insieme alla Camera dei Rappresentanti, nel Campidoglio dello Stato del Vermont. 
È composto da 30 membri, ognuno dei quali eletti per un mandato biennale. I rappresentanti non sono soggetti a un numero di mandati. I senatori sono così suddivisi nei distretti: tre distretti eleggono un membro ciascuno, sei distretti ne eleggono due, tre distretti con tre membri e, infine, un solo distretto che ne elegge sei. Ogni senatore rappresenta circa 20 300 cittadini.

## Competenze
Come per le altre camere alte delle legislature statali e territoriali, nonché per il Senato degli Stati Uniti, il Senato del Vermont ha funzioni speciali, come confermare o rifiutare le nomine governative ai dipartimenti esecutivi, al gabinetto statale, alle commissioni e ai consigli e l'elezione dei membri della Corte Suprema del Vermont.